# کهپرو
کهپرو (به انگلیسی: Khipro) یک تعلقه یا تحصیل در پاکستان است که در ایالت سند واقع شده‌است. کهپرو ۲۸ متر بالاتر از سطح دریا واقع شده‌است.